# Card Verifiable Certificate
Pour les articles homonymes, voir CVC.
En cryptographie, un Card Verifiable Certificate  (CVC) est un certificat numérique d'une taille plus petite que X.509. Cette nouvelle norme est motivée par la possibilité de vérifier ces certificats par des cartes à puces, environnement limité en taille de calcul et espace de stockage. Ne pas confondre avec le Card Verification Code ou Cryptogramme visuel imprimé au dos de la carte. 

## Format

### Certificat auto-descriptif
Grâce au codage DER de la norme ASN.1, le certificat peut être interprété sans autre information que les données contenues dedans. Les données sont encodées au format TLV (Tag - Length - Value), le Tag donne le type de données qu'il enveloppe, length donne la longueur en octets des données puis le champ value contient les données elle-même. Le standard ISO 7816-6 donne les types autorisés.

### Certificat non auto-descriptif
Au contraire des certificats auto-descriptifs, ceux-ci ne contiennent pas les champs Tag et Length. Les données sont donc concaténées entre elles, pour les interpréter il faut connaître la suite des champs que l'on attend avec des longueurs fixes.

## Implémentations
Implémentations Open Source pour gérer des certificats EAC/CVC :
- EJBCA (infrastructure à clés publiques)
- JMRTD (Java implementation of Machine Readable Travel Documents)